# 可數性公理
在數學相關領域，可數性公理是假定特定數學物件（通常是範疇的物件）存在特定性質的可數集的相關公理。沒有這種公理，該可數集可能根本不存在。

## 重要例子
一些拓撲空間中的重要例子包括
- 序列空間：一個集為開集，如果所有收斂至一個於該集內的點的序列，最終屬於該集。
- 第一可數空間：所有點皆有一個可數的局部基。
- 第二可數空間：有一個可數基的拓撲空間。
- 可分空間：存在可數的稠密子集。
- 林德勒夫空間：所有開覆蓋都有可數子覆蓋。
- σ緊空間: 為可數緊空間之聯集。

## 各空間之間的關係
這些公理有以下關係。
- 所有第一可數空間都是序列空間。
- 所有第二可數空間都是第一可數空間、可分空間及林德勒夫空間。
- 所有σ緊空間都是林德勒夫空間。
- 所有度量空間都是第一可數空間。
- 對於度量空間，第二可數空間、可分空間及林德勒夫空間是等價的。